# Crocidura phaeura
Crocidura phaeura là một loài động vật có vú trong họ Chuột chù, bộ Soricomorpha. Loài này được Osgood mô tả năm 1936.